# أقوى رجل في العالم
أقوى رجل في العالم هي مسابقة دولية لأختيار أقوى رجل تقام كل عام تنظمها شركة أي ام جي وهي شركة تابعة لإنديفر ويتم بثها في الولايات المتحدة خلال الصيف وفي المملكة المتحدة في نهاية شهر ديسمبر من كل عام.